# Unterfichtenmühle
Unterfichtenmühle (fränkisch: Undafejchdnmil)  ist ein Gemeindeteil der Gemeinde Rednitzhembach im Landkreis Roth (Mittelfranken, Bayern). Unterfichtenmühle liegt in der Gemarkung Rednitzhembach.

## Geografische Lage
Die Einöde liegt am Hembach. Unmittelbar westlich verläuft die Bundesstraße 2. Ein Anliegerweg führt an der Oberfichtenmühle vorbei zur Kreisstraße RH 1 (0,5 km östlich).

## Geschichte

Unterfichtenmühle, von Süden (um 1910)

Der Ortsname verweist auf den sie umgebenden Fichtenwald. Von den beiden Fichtenmühlen ist die Unterfichtenmühle die jüngere, dennoch war sie bereits im 15. und 16. Jahrhundert als Schleifmühle in Betrieb. Im Dreißigjährigen Krieg wurde die Unterfichtenmühle zerstört, 1679 wieder aufgebaut und im Jahr 1687 zur Papiermühle umgerüstet. 1714 gelangte die Mühle in den Besitz der aus Savoyen stammenden Familie Quinat, die sie bis zum Ende des 19. Jahrhunderts betrieben, ab der Mitte des 19. Jahrhunderts jedoch kein Büttenpapier mehr, sondern Pack- und Goldschlagpapier herstellten. 1899 modernisierten die kurzzeitigen neuen Besitzer, Gustav Bitter und Leonhard Köllisch, die Mühle, indem sie eine Francis-Turbine, ein Elektrizitätswerk mit 110 Volt Gleichstrom und eine Dampfmaschine einrichteten. Im selben Jahr erwarb die Familie Heuger, die auch heute noch im Besitz der Unterfichtenmühle ist, selbige und betrieb dort bis 1961 ein Walzwerk für Kupferfolien. Die dort hergestellten Produkte gingen in erster Linie an die Hersteller leonischer Waren in Roth.
Gegen Ende des 18. Jahrhunderts gab es in der Unterfichtenmühle ein Anwesen. Das Hochgericht übte das brandenburg-ansbachische Oberamt Schwabach aus. Die Grundherrschaft über die Papiermühle hatte das brandenburg-ansbachische Richteramt Schwand. Unter der preußischen Verwaltung (1792–1806) des Fürstentums Ansbach erhielt Unterfichtenmühle bei der Vergabe der Hausnummern die Nr. 3 des Ortes Oberfichtenmühle.
Von 1797 bis 1808 unterstand Unterfichtenmühle dem Justiz- und Kammeramt Schwabach. 1806 kam der Ort an das Königreich Bayern. Im Rahmen des Gemeindeedikts wurde 1808 Unterfichtenmühle dem Steuerdistrikt Rednitzhembach (I. Sektion) und der 1818 gebildeten Ruralgemeinde Rednitzhembach zugeordnet.

### Baudenkmäler
- Haus Nr. 1 und 3: Ehemaliges Papierhänghaus[16]

### Einwohnerentwicklung
| Jahr      | 001818 | 001840 | 001861 | 001871 | 001885 | 001900 | 001925 | 001950 | 001961 | 001970 | 001987 |
| Einwohner | 20     | 13     | 8      | 7      | 6      | 4      | 5      | 12     | 10     | 8      | 8      |
| Häuser    | 2      | 2      |        |        | 1      | 1      | 2      | 2      | 1      |        | 2      |
| Quelle    | [ 18 ] | [ 19 ] | [ 20 ] | [ 21 ] | [ 22 ] | [ 23 ] | [ 24 ] | [ 25 ] | [ 26 ] | [ 27 ] | [ 1 ]  |

## Religion
Unterfichtenmühle ist evangelisch-lutherisch geprägt und bis heute nach St. Johannes der Täufer (Schwand bei Nürnberg) gepfarrt. Die Katholiken sind nach Heilig Kreuz (Plöckendorf) gepfarrt.